# Guido Weiss
Guido Leopold Weiss (29 de diciembre de 1928 - 25 de diciembre de 2021 en St. Louis)  fue un matemático estadounidense que trabajó en análisis, especialmente análisis de Fourier y análisis armónico.

## Infancia
Nació en Trieste, Italia, en una familia judía. Sus padres, Edoardo y Vonda Weiss, eran ambos psiquiatras. Weiss se vio obligado a abandonar la escuela a la edad de 9 años, tras la aprobación de las Leyes Raciales italianas, que prohibían a todos los niños judíos asistir a la escuela pública. Asistió a una escuela judía en Roma hasta finales de 1939, cuando su padre fue patrocinado por miembros de la fundación Menninger para emigrar a Estados Unidos. La familia se instaló en Topeka, Kansas.

## Carrera
Estudió en la Universidad de Chicago, donde obtuvo su maestría en 1951 y su doctorado en 1956 con Antoni Zygmund con la tesis Sobre ciertas clases de espacios funcionales y sobre la interpolación de operadores sublineales.  En la Universidad DePaul se convirtió en instructor en 1955, profesor asistente en 1956 y en 1959 profesor asociado. en 1960 fue profesor visitante en Buenos Aires y ese mismo año postdoctorado en el Institut Henri Poincaré de París. En 1961, se convirtió en profesor asociado y en 1963 en profesor en la Universidad de Washington en St. Louis, donde de 1967 a 1970 también fue presidente del departamento de matemáticas. Fue profesor invitado en varias universidades, incluida la Universidad de Ginebra (1964–1965), la Université Paris-Sud (1970–1971), la Scuola Normale Superiore de Pisa (1980), Madrid y Beijing. En el año académico 1987-88 estuvo en MSRI como organizador de un programa de análisis clásico.
En 1967 ganó el premio Chauvenet por su artículo Análisis armónico. En 1994 fue doctorado honoris causa en Milán y Barcelona.  En 2012 se convirtió en miembro de la Sociedad Matemática Estadounidense. 

## Obras
- Harmonic Analysis. In: Studies in Real and Complex Analysis, editado por I. I. Hirschman. MAA Studies in Mathematics, Vol. 3, Mathematical Association of America, Washington, DC, 1965, pp. 124–178.
- Con Elias Stein: Introduction to Fourier Analysis on Euclidean spaces. Princeton University Press 1971.
- Con Ronald Coifman: Analyse harmonique non-commutative sur certains espaces homogènes. É́tude de certaines intégrales singulières. Springer-Verlag 1971. 2006 pbk edición
- Con Ronald Coifman: Transference methods in analysis. AMS 1977.
- Con Eugenio Hernandez: A first course on Wavelets. Boca Raton, CRC Press 1996.
- Con Michael Frazier, Björn Jawerth: Littlewood–Paley theory and the study of function spaces. AMS 1991.
- Con William Boothby (eds.): Symmetric spaces. Dekker 1972.